# Magelona methae
Magelona methae är en ringmaskart som beskrevs av Nateewathana och Hylleberg 1991. Magelona methae ingår i släktet Magelona och familjen Magelonidae. Inga underarter finns listade i Catalogue of Life.